# Pašilaičiai (Vilna)
Pašilaičiai es un barrio perteneciente al Distrito municipal de Pašilaičiai de Vilna. En el oeste se limita con pueblo que tiene el mismo nombre Pašilaičiai, pero está situado en Distrito Municipio de Vilna. 

## Historia
Primera vez fue mencionado como el pueblo en el siglo XVIII. Al final de siglo XX en el pueblo vivía 89 personas, en 1953 más que 200 personas. Por el expansión de la ciudad en 1987 muchas casas bloques fueron construidas en el territorio del antiguo pueblo.

## Educación
En el barrio hay dos escuelas secundarias con la lengua de enseñanza lituano escuela secundaria de Žemyna y escuela secundaria de Gabija, también hay escuela secundaria con la lengua de enseñanza ruso escuela secundaria de Aleksandras Puškinas. Hay cinco jardines de infancia y una escuela primaria con la lengua de enseñanza lituano escuela primaria de Medeina.  